# Епархия Кампаньяна
Епархия Кампаньяна (лат. Dioecesis Campaniensis in Brasilia) — епархия Римско-Католической церкви с центром в городе Кампанья, Бразилия. Епархия Кампаньяна входит в митрополию Позу-Алегри. Кафедральным собором епархии Кампаньяна является церковь святого Антония Падуанского.

## История
8 сентября 1907 года Римский папа Пий X издал буллу «Spirituali Fidelium», которой учредил епархию Кампаньяна, выделив её из епархии Сан-Паулу. Первоначально епархия Кампаньяна входила в митрополию Марианы.
21 мая 1960 года епархия Кампаньяна передала часть своей территории епархии Дивинополиса.
14 апреля 1962 года епархия Кампаньяна вошла в митрополию Позу-Алегри.

## Ординарии епархии
- епископ João de Almeida Ferrão (1909—1935)
- епископ Inocêncio Engelke (1935—1960)
- епископ Othon Motta (1960—1982)
- епископ Aloísio Ariovaldo Amaral (1984—1991)
- епископ Aloísio Roque Oppermann (1991—1996)
- епископ Diamantino Prata de Carvalho (1998 — по настоящее время)

## Источник
- Annuario Pontificio, Ватикан, 2007